# Шейх Зайед джамия
Джамия „Шейх Зайед“ (на арабски: جامع الشيخ زايد الكبير), също Голяма джамия на Абу Даби, се намира в град Абу Даби – столицата на Обединените арабски емирства и на емирство Абу Даби.
Тя е 8-ата по големина в света и е най-големият мюсюлмански храм в ОАЕ. Носи името на шейх Зайед бин Султан Ал Нахаян – основателя ѝ и първият президент на ОАЕ, който е погребан в нея. Джамията официално е открита по време на ислямския празник Рамадан през 2007 година. Тази величествена структура е достъпна за обществеността и наистина си заслужава да се посети. Снимките вътре са разрешени само на определените за това места. Жените трябва да са с покрити с шалове глави. Посетители с оскъдно облекло не се допускат и за всичко това следят мъже, облечени в черно.

## Архитектура
Дизайнът на джамията е вдъхновен от мавританската и монголската храмова архитектура и по-специално от джамията Хасан II в Казабланка и Бадшахи в Лахор, повлияла пряко в разпределението и разположението на купола. Нейните извити арки символизират мавританската архитектура, а минаретата са класически арабски. Интериора и екстериора на Голямата джамия най-добре се описват като смесица от арабски, мавритански и монголски стил.
Шейх Зайед е толкова голяма, че може да побере 40 000 поклонници наведнъж. Само в основната зала за молитва могат да се съберат около 9000 богомолци. В близост до нея има още две стаи с капацитет от 1500 души, които се ползват предимно от жени.
В четирите ъгъла на помещенията има четири минарета, които се издигат на около 115 м. височина. 57 купола покриват основната сграда и външния двор. Всички те са украсени с бял Бианко мрамор от Пиетрасанта в Италия, а за вътрешната украса е използван такъв от Лаас. Дворът е постлан отново с мрамор във флорални мотиви и е с размер 17 000 m².

## Интересни факти
Голямата джамия в Абу Даби е носителка и на няколко световни рекорда. Сред тях е за най-голям килим – 5627 m². Изтъкан е от около 1200 тъкачи, 20 техници и 30 работници. Тежи 47 тона, от които 35 са вълна и 12 памук, а възелчетата в рамките му са приблизително 2268 милиарда.
Тук се намира и някогашния най-голям полилей в света. Общият им брой е 7, като всички са внесени от Германия, изработени са от позлатена мед и са украсени с милиони кристали Сваровски. Най-големият от тях е с 10 м диаметър и 15 м височина. Въпреки гигантските си размери сегашният рекордьор се намира в Доха и този остава на второ място .